# The Chinese Room
The Chinese Room (nach dem gleichnamigen Gedankenexperiment; auch als thechineseroom stilisiert) ist ein Spieleentwickler mit Sitz in Brighton (England). Leitende Entwickler sind Dan Pinchbeck und Jessica Curry. Das Team begann mit der Entwicklung von Modifikationen und Erweiterungen erfolgreicher Spielemarken, unter anderem Half-Life 2 oder Doom 3.
Bekannt wurde The Chinese Room durch ihr Adventure-Game Dear Esther, das seit dem Release am 14. Februar 2012 positive Kritiken von der Fachpresse erhielt und vor allem für die ungewöhnliche Spielmechanik gelobt wurde. Der kommerzielle Titel Dear Esther ist dabei ein grafisch verbessertes Remake einer gleichnamigen Half-Life-2-Modifikation aus dem Jahre 2008, beide verwenden die Source Engine von Valve. Nur eine Woche nach dem Release wurden bereits über 50.000 Exemplare über die Online-Plattform Steam verkauft.
2013 veröffentlichten sie zusammen mit dem schwedischen Entwicklerstudio Frictional Games das Survival-Horror-Spiel Amnesia: A Machine for Pigs, welches eine indirekte Fortsetzung von Amnesia: The Dark Descent ist. Am 11. August 2015 erschien Everybody’s Gone to the Rapture, welches die in Dear Esther verwendeten Ansätze und Konzepte aufgreift und weiterentwickelt. Zunächst wurde Everybody’s Gone to the Rapture nur als Exklusivtitel für die PlayStation 4 veröffentlicht. Eine PC-Version des Titels ist am 14. April 2016 erschienen. Der VR-Titel So Let Us Melt erschien am 21. September 2017 für die Google Daydream.
Ende September 2017 verkündete The Chinese Room, dass das Team eine Auszeit von der Spieleentwicklung nimmt. Im August 2018 gab das Studio bekannt, dass sie sich dem britischen Entwickler Sumo Digital angeschlossen haben.

## Computerspiele
- Dear Esther (Half-Life-2-Mod) – Windows (2008)
- Korsakovia (Half-Life-2-Mod) – Windows (2009)
- Dear Esther – Windows, macOS, Linux (2012)
- Amnesia: A Machine for Pigs – Windows, Mac OS X, Linux (2013)
- Everybody’s Gone to the Rapture – PlayStation 4 (2015); PC (2016)
- So Let Us Melt – Google Daydream (VR) (2017)
- Little Orpheus – macOS, iOS, tvOS (2020)